# Ophioglossum sandieae
Ophioglossum sandieae är en låsbräkenväxtart som beskrevs av J. E. Burrows. Ophioglossum sandieae ingår i släktet ormtungor, och familjen låsbräkenväxter. Inga underarter finns listade i Catalogue of Life.